# Martina Böhm
Martina Böhm (* 1965 in Lübz) ist eine deutsche evangelische Theologin. Sie ist seit 2009 Professorin für Biblische Exegese und Frühjüdische Religionsgeschichte an der Universität Hamburg.

## Leben
Sie besuchte von 1982 bis 1985 das kirchliche Oberseminar Potsdam-Hermannswerder und studierte Evangelische Theologie in München, Heidelberg und Leipzig, wo sie das erste theologische Examen ablegte. Das Vikariat und zweite theologische Examen absolvierte sie in Dresden. Wissenschaftliche Mitarbeiterin und Assistentin für Neues Testament war sie an der Universität Leipzig, wo sie 1997 promoviert wurde und sich 2004 habilitierte. Von 2004 bis 2009 war sie Pfarrerin z. A. im Leipziger Land, in Elternzeit und hatte Lehrstuhlvertretungen in Mainz sowie an der HU Berlin.
Ihre Forschungsschwerpunkte sind Lukas, Matthäus, Samaritaner, Philo von Alexandria, Schriftrezeption und Hermeneutik und Exegese im frühen Judentum.
Sie war bei der Revision der Lutherbibel 2017 als Bearbeiterin verantwortlich für das Lukasevangelium.
Böhm ist Mitglied der Kammer für Theologie der EKD (2016–2021).

## Publikationen (Auswahl)
- Samarien und die Samaritai bei Lukas. Eine Studie zum religionsgeschichtlichen und traditionsgeschichtlichen Hintergrund der lukanischen Samarientexte und zu deren topographischer Verhaftung (= Wissenschaftliche Untersuchungen zum Neuen Testament. Band 111). Mohr Siebeck, Tübingen 1999, ISBN 3-16-147255-1 (zugleich Dissertation, Leipzig 1997).
- Rezeption und Funktion der Vätererzählungen bei Philo von Alexandria. Zum Zusammenhang von Kontext, Hermeneutik und Exegese im frühen Judentum (= Zeitschrift für die Neutestamentliche Wissenschaft. Beiheft 128). de Gruyter, Berlin [u. a.] 2005, ISBN 3-11-018199-1 (zugleich Habilitationsschrift, Leipzig 2004).
- als Herausgeberin mit Christfried Böttrich und Christoph Kähler: Gedenkt an das Wort. Festschrift für Werner Vogler zum 65. Geburtstag. Evangelische Verlagsanstalt, Leipzig 1999, ISBN 3-374-01701-0.